# 石川春律
石川 春律（いしかわ はるのり、1935年4月22日 - 2008年9月23日）は、日本の細胞生物学者、医師。群馬大学名誉教授。日本電子顕微鏡学会会長や、日本細胞生物学会会長を務めた。

## 人物・経歴
鹿児島県出水市出身。1960年九州大学医学部医学科卒業後、整形外科入局。1965年九州大学大学院医学研究科修了、医学博士。1966年ペンシルベニア大学医学研究員。1972年東京大学医学部助教授。1983年群馬大学医学部解剖学第二講座教授。1994年群馬大学医学部長、日本細胞生物学会会長。2000年日本電子顕微鏡学会会長。2001年群馬大学名誉教授。2008年没。